# 신수지
신수지(申秀智, 1991년 1월 8일~)는 대한민국의 현직 프로 볼링 선수이자, 전직 리듬 체조 선수이다.

## 생애
- 서울세종고등학교에 고등학교 2학년 재학 중이던 2007년, 그리스에서 열린 세계 리듬 체조 선수권 대회에서 17위에 오르면서 상위 20위까지 주어지는 올림픽 출전권을 획득하여 베이징 올림픽에 출전하였다.

- 개최국 자격으로 자동 출전한 중국 선수들을 빼면 베이징 올림픽에 자력 출전권을 갖고 출전한 유일한 동양 선수였다.[1]
- 또한 아시아 선수로서는 최초로 자력으로 올림픽에 진출한 선수가 되었으며, 대한민국 리듬 체조 선수로서는 바르셀로나 올림픽 이후 16년 만에 올림픽에 참가하는 선수가 되었다.

- 예선에서 합계 66.150점으로 12위에 랭크되어 10위까지 주어지는 결선 진출에는 실패했지만, 런던 올림픽에서 손연재가 결선에 진출하여 최종 5위를 기록하기 전까지 역대 대한민국 리듬 체조 선수 가운데 최고 성적을 냈다.[2]

- 2007년 세계 리듬 체조 선수권 대회에서는 고난이도 기술인 백 일루션(한쪽 다리를 머리로 올린 뒤, 수직으로 원을 그리는 기술)을 세계 최초로 9회 연속 성공해 내기도 하였다.
- 전담 코치는 김지희 국가대표팀 코치이고, 세마스포츠마케팅이 매니지먼트를 맡고 있으며 르꼬끄 스포르티브에서 공식후원, 자생한방병원에서 후원 및 의료 전담 팀을 지원하고 있다.

- 그러나 현재 계속된 부상으로 국제 대회에서 뛰어난 성적을 거두기 어려웠고, 리듬 체조 국가대표 에이스 자리를 세종고등학교 후배인 손연재로 이전하였다.
- 현역 선수로 마지막으로 출전한 무대였던 2011년 10월 10일 김포실내체육관에서 있었던 전국체전 리듬 체조 경기에서 판정의 불공정성에 대해 경기 후 자신의 트위터에 문제를 제기하여 크게 논란을 일으켰고,[3] 이 사건으로 경고성 근신 처분을 받았다.[4]

- 이후 발목 부상이 악화되었고, 무릎 부상까지 겹쳐 2012년 1월 초 런던 올림픽 출전권이 부여되는 프레올림픽에 불참[5]한 후 소리소문없이 현역 은퇴를 선언하며 선수 생활을 마감했다.
- 나중에 본인이 밝힌 바로는, 발목 인대 파열로 인해 은퇴를 결심했다고 한다.[6]

- 현역 은퇴 후 세종대학교를 졸업하고 동 대학원에 입학해 체육학과 석사 과정에 들어갔다.[7]
- MBC의 댄싱 위드 더 스타 시즌 2에 출연하여 중간에 탈락했지만 강한 인상을 남겼고, 런던 올림픽에서 손연재가 출전하였을 때 보조 해설위원으로 마이크를 잡으며 리듬 체조 해설위원으로 데뷔했다.
- 2014년 아시안 게임에도 해설위원을 맡았다.
- 2015년부터는 볼링선수로 활동하고 있다.
- 밍키라는 애완견을 키우고 있다. 암컷 포메라니안이며, 먹는 것을 좋아해 신돼지라는 별명이 있다.

## 경력
- 2006년
  - 제87회 전국체육대회 리듬체조 고등부 금메달

- 2008년
  - 제29회 베이징 올림픽 리듬체조 국가대표

- 2009년
  - 제34회 KBS배 전국리듬체조대회 개인종합 1위, 줄1위, 볼1위, 리본1위
  - 제4회 아시아 리듬체조 선수권 대회 개인종합 동메달

- 2010년
  - 제23회 회장배 전국리듬체조대회 개인종합 1위
  - 제91회 전국체육대회 리듬체조 여자일반부 금메달
  - 제16회 광저우 아시안게임 여자체조 국가대표

- 2011년
  - 제24회 회장배 전국리듬체조대회 대학부 개인종합 은메달
  - 제92회 전국체육대회 리듬체조 일반부 개인종합 은메달

- 2014년
  - 11월 프로볼러 선발전 합격
  - 2014 인천아시안게임 MBC 체조 해설위원

- 2015년
  - 3월 프로볼러 데뷔전

## 수상
- 2008년 대한민국 인재상
- 2009년 체조인의 밤 우수선수상
- 2010년 제13회 조정순 체육상 최우수선수상
- 2013년 제3회 카스포인트 어워즈 시구상
- 2015년 제4회 MBN 여성스포츠대상 도전상

## 출연 작품

### 방송
- 2012년 MBC 《댄싱 위드 더 스타 시즌2》
- 2014년 KBS2 《날아라 슛돌이 6기》
- 2015년 KBS 《스포츠 이야기 운동화 2.0》
- 2015년 skyPetpark 《오 마이 펫 시즌2》
- 2015년 SBS 《영재발굴단》
- 2015년 MBC 《천생연분 리턴즈》
- 2015년 MBC 《세바퀴》
- 2015년 엠넷 《댄싱9》
- 2015년 KBS 《비타민》
- 2015년 MBC 《마이 리틀 텔레비전》
- 2015년 MBC 《황금어장 라디오스타》
- 2015년 KBS 《해피투게더》
- 2015년 MBC 《복면가왕》- 입 돌아간 체리
- 2015년 JTBC 《학교 다녀오겠습니다》
- 2015년 SBS 《이국주의 영스트리트》 - '직업특집-커서 뭐될래?' 게스트
- 2015년 MBC QueeN 《멋진 여행 맛있을, 지도》 - 진행
- 2016년 tvN 《현장토크쇼 택시》
- 2016년 MBC 《엄마》 - '댄스스포츠 강사' 특별 출연
- 2016년 KBS 《박명수의 라디오쇼》 - '직업의 섬세한 세계' 게스트
- 2016년 KBS 《출발드림팀 2》 - 설특집 댄스스포츠 페스티벌
- 2016년 패션N 《시크릿 아시아 - 최희 신수지의 슬림하게 싱가폴을 입다》
- 2016년 SBS 《놀라운 대회 스타킹》
- 2016년 SBS 《송은이 김숙의 언니네 라디오》 - '추억팔이 피플' 게스트
- 2016년 MBN 《사랑해》
- 2016년 KBS 《우리동네 예체능》
- 2017년 네이버TV 《양정원, 신수지의 쉿크릿》
- 2018년 KBS 《드라마 스폐셜 엄마가 돌아왔다》
- 2019년 KBS1 《즐거운 챔피언》
- 2019년 채널A 《리와인드 - 시간을 달리는 게임》
- 2021년 E채널 《노는언니》
- 2023년 tvN•tvN STORY 《골프스타K》
- 2023년 TV조선 《미스트롯3》
- 2024년 NETFLIX 《피지컬100 시즌2》

### 영화
- 2019년 《두번할까요》 - 필라테스 강사 역 (우정출연)

## 학력
- 서울오금초등학교 (2003년 졸업)
- 오금중학교 (2006년 졸업)
- 서울세종고등학교 (2009년 졸업)
- 세종대학교 체육학과 (학사)
- 세종대학교 대학원 체육학 석사과정

## 같이 보기
- 손연재